# Gara Roma-Areeiro din Lisabona
Gara Roma-Areeiro (în portugheză Estação Ferroviária de Roma-Areeiro, denumită Halta Areeiro înainte de 2003, în portugheză Apeadeiro do Areeiro) este o gară a Liniei de Centură din Lisabona, Portugalia, deservită de trenurile Fertagus și de cele ale CP Urbanos care circulă pe Linha da Azambuja și Linha de Sintra.

## Descriere

### Situare
Gara este amplasată pe Bulevardul Frei Miguel Contreiras 1700-209, în cartierul Areeiro din Lisabona. Conform rețelei feroviare a Portugaliei, gara Roma-Areeiro este situată la poziția kilometrică PK 7,014.

### Linii și peroane
În octombrie 2019 gara avea 4 linii, o lungime utilă cuprinsă între 310 și 356 de metri, iar peroanele o înălțime de 90 de centimetri fiecare, cu lungimi cuprinse între 191 și 234 de metri.

## Servicii
În secolul trecut, gara a fost des tranzitată de trenurile Sud Expresso.
De asemenea, gara era deservită de trenuri de marfă, care în 1940 aveau propriul serviciu de expediere pentru acest tip de transport. Stația Areeiro a servit, de asemenea, și ca depozit pentru poșta transportată pe calea ferată și a găzduit un serviciu de sortare care emitea timbre proprii.

### Transport feroviar
| Rețea / Linie               | Municipii deservite                               |
| --------------------------- | ------------------------------------------------- |
| CP Urbano Linha de Sintra   | Lisabona, Amadora, Oeiras și Sintra               |
| CP Urbano Linha da Azambuja | Lisabona, Loures, Vila Franca de Xira și Azambuja |
| Fertagus                    | Almada, Seixal, Barreiro, Palmela și Setúbal      |

#### Urbanos de Lisboa
| CP Urbanos de Lisboa | CP Urbanos de Lisboa                                                                                               |
| -------------------- | --- |
|                      | Sintra ↔ Oriente                                                                                                   |
|                      | Sintra ↔ Alverca (nu circulă în weekend și de sărbătorile legale)                                                  |
| Linha da Azambuja    | Alcântara - Terra ↔ Castanheira do Ribatejo (nu circulă în weekend și de sărbătorile legale)                       |
| Linha da Azambuja    | Alcântara - Terra ↔ Azambuja (doar primul și ultimul tren al zilei, exceptând weekend-urile și sărbătorile legale) |

#### Gărideservite în zona metropolitană a Lisabonei
- Benfica
- Campolide
- Alcântara-Terra
- Rossio
- Sete Rios
- Entrecampos
- Roma Areeiro
- Marvila
- Braço de Prata
- Oriente

#### Fertagus
| Fertagus | Fertagus               |
| -------- | ---------------------- |
|          | Setúbal ↔ Roma-Areeiro |
|          | Coina ↔ Roma-Areeiro   |

#### Direcții deservite
| Gara precedentă                         | Comboios de Portugal | Comboios de Portugal        | Comboios de Portugal | Gara următoare                                           |
| --------------------------------------- | -------------------- | --------------------------- | -------------------- | -------------------------------------------------------- |
| Entrecampos În direcția Sintra          |                      | CP Lisboa Linha de Sintra   |                      | Braço de Prata În direcția Oriente / Alverca1            |
| Entrecampos În direcția Alcântara-Terra |                      | CP Lisboa Linha da Azambuja |                      | Marvila În direcția Castanheira do Ribatejo1 / Azambuja2 |
|                                         | Fertagus             |                             |                      |                                                          |
| Entrecampos În direcția Setúbal / Coina |                      | Fertagus Linha do Sul       |                      | Terminus                                                 |

1Nu circulă în weekend și de sărbătorile legale

2Doar primul și ultimul tren al zilei, exceptând weekend-urile și sărbătorile legale

### Transport urban

#### Carris
- 206 Cais do Sodré ⇄ Senhor Roubado (Metrou)
- 208 Cais do Sodré ⇄ Gara Oriente
- 705 Gara Oriente ⇄ Gara Roma-Areeiro
- 708 Martim Moniz ⇄ Parque das Nações Nord
- 717 Praça do Chile ⇄ Fetais
- 720 Picheleira ⇄ Calvário
- 722 Praça de Londres ⇄ Portela
- 727 Gara Roma-Areeiro ⇄ Restelo
- 735 Cais do Sodré ⇄ Hospital Santa Maria
- 756 Olaias ⇄ Rua da Junqueira
- 793 Marvila ⇄ Gara Roma-Areeiro

#### Metrou
- Linia verde: Roma / Areeiro (Cais do Sodré ⇄ Telheiras)

## Istoric
Gara a fost deschisă ca stație a tronsonului original al Liniei de Centură, între Benfica și Santa Apolónia, pus în funcțiune pe data de 20 mai 1888.